# 23329 Хосевега
23329 Хосевега (23329 Josevega) — астероїд головного поясу, відкритий 19 січня 2001 року.
Тіссеранів параметр щодо Юпітера — 3,569.